# Amtsgericht Treptow an der Rega
Das Amtsgericht Treptow an der Rega war ein preußisches Amtsgericht mit Sitz in Treptow an der Rega, Provinz Pommern.

## Geschichte
In Treptow an der Rega bestand von 1849 bis 1879 die Gerichtskommission Treptow an der Rega des Kreisgerichts Greifenberg. Das königlich preußische Amtsgericht Treptow an der Rega wurde mit Wirkung zum 1. Oktober 1879 als eines von zwölf Amtsgerichten im Bezirk des Landgerichtes Stargard im Bezirk des Oberlandesgerichtes Stettin gebildet. Der Sitz des Gerichtes war Treptow an der Rega. Sein Gerichtsbezirk umfasste aus dem Kreis Greifenberg den Stadtbezirk Treptow, die Amtsbezirke Carnitz, Gützlaffshagen, Gummin, Hagenow, Hoff, Kirchhagen, Neuhof, Parpart, Strandheide, Zedlin und Zimdarse, den Gemeindebezirken Behlkow und Darsow und die Gutsbezirke Moldtow und Succowshof aus dem Amtsbezirk Molstow und der Gemeindebezirk Klätkow, der Gutsbezirk Weselow und der Gemeinde- und Gutsbezirk Wangerin aus dem Amtsbezirk Woedtke. Am Gericht bestanden 1880 zwei Richterstellen. Das Amtsgericht war damit ein mittelgroßes Amtsgericht im Landgerichtsbezirk.
Im Jahre 1945 wurden der größte Teil Pommerns, darunter der Sprengel des Amtsgerichtes Treptow an der Rega, unter polnische Verwaltung gestellt und die deutschen Bewohner vertrieben. Damit endete die Geschichte des Amtsgerichtes Treptow an der Rega.